# ویرایشگر ویدئویی اوپن‌شات
اپن‌شات یک نرم‌افزار آزاد چندسکویی ویرایش ویدئو است که برای ویندوز، لینوکس و مکینتاش عرضه شده. این پروژه توسط جاناتان توماس در اوت ۲۰۰۸ ایجاد شد و هدف آن طراحی یک ویرایشگر ویدئو آزاد، با رابط کاربر پسند و پایدار بود. از ویژگی‌های مهم این نرم‌افزار می‌توان به توانایی یکپارچه‌شدن با اینک‌اسکیپ و بلندر اشاره کرد. اپن‌شات قابلیت کار با فیلم‌های اچ‌دی را داراست و می‌تواند رنگ‌بندی و نور فیلم را تنظیم کند. امکان افزودن جلوه به فیلم نیز وجود دارد. سرعت پردازش (رندر) فیلم در این نرم‌افزار بسیار بالاست.
اپن‌شات با مجوز جی‌پی‌ال نسخهٔ ۳ یا بالاتر ارائه می‌شود.
زبان اصلی برای نوشتن این برنامه پایتون با میانای کاربری جی‌تی‌کی+ بوده است و از قابلیت‌های اف‌اف‌امپگ، بلندر و چارچوب ام‌ال‌تی برای فراهم‌آوردن ویژگی‌های پیشرفتهٔ خود استفاده می‌کند.

## ویژگی ها
- پشتیبانی از فرمت های رایج صوتی و تصویری و عکس ها
- سازگاری با محیط گنوم
- چند خط زمانی مختلف برای کار با ویدئوهای مختلف
- پشتیبانی خطوط زمانی از قابلیت کشیدن و رها کردن
- ویرایشگر ساده کلیپ ها (تغییر سایز، زمان بندی و برش و ...)
- افکت های مختلف با قابلیت پیش نمایش
- بزرگنمایی دیجیتال
- تغییر سرعت ویدئوها (صحنه آهسته)
- میکس فایل های صوتی و ویرایش آنها
- افکت های ویدویی مختلف برای فیلم (همانند تغییر نور و گاما و ...)
- قابلیت افزودن عنوان یا زیرنویس